# 양산여자고등학교
양산여자고등학교(梁山女子高等學校)는 대한민국 경상남도 양산시 교동에 있는 사립 고등학교이다.

## 학교 연혁
- 1967년 11월 27일 : 학교법인 새빛학원 설립인가, 설립자 신광사 선생
- 1972년 1월 20일 : 양산여자상업고등학교 설립 인가(3학급)
- 1972년 1월 20일 : 교장 신광사 선생 취임
- 2001년 3월 1일 : 양주여자고등학교로 교명 변경
- 2004년 3월 1일 : 양산여자고등학교로 교명 변경
- 2021년 3월 1일 : 제8대 교장 이태형 선생 취임
- 2023년 2월 9일 : 제49회 졸업식 거행(졸업생 누계 15,854명)

## 학교 홈페이지
- 양산여자고등학교 홈페이지